# Kataeb Babylon
Kataeb Babylon su kršćanska vojna postrojba u Iraku. Bore se u savezu sa šijitskom vojnom postrojbom Hashd Shabi. Djeluju na području jugoistočno od Mosula, oko grada Ali Rasha.